# Sand, Innlandet
Sand är en tätort och kyrkby i Nord-Odals kommun i Innlandet fylke i sydöstra Norge. Orten ligger vid Storsjøen i Odalen, där fylkesväg 24 möter fylkesväg 181 och fylkesväg 209. Här finns Sands kyrka. Orten utgör kommunens centralort såväl som största tätort.

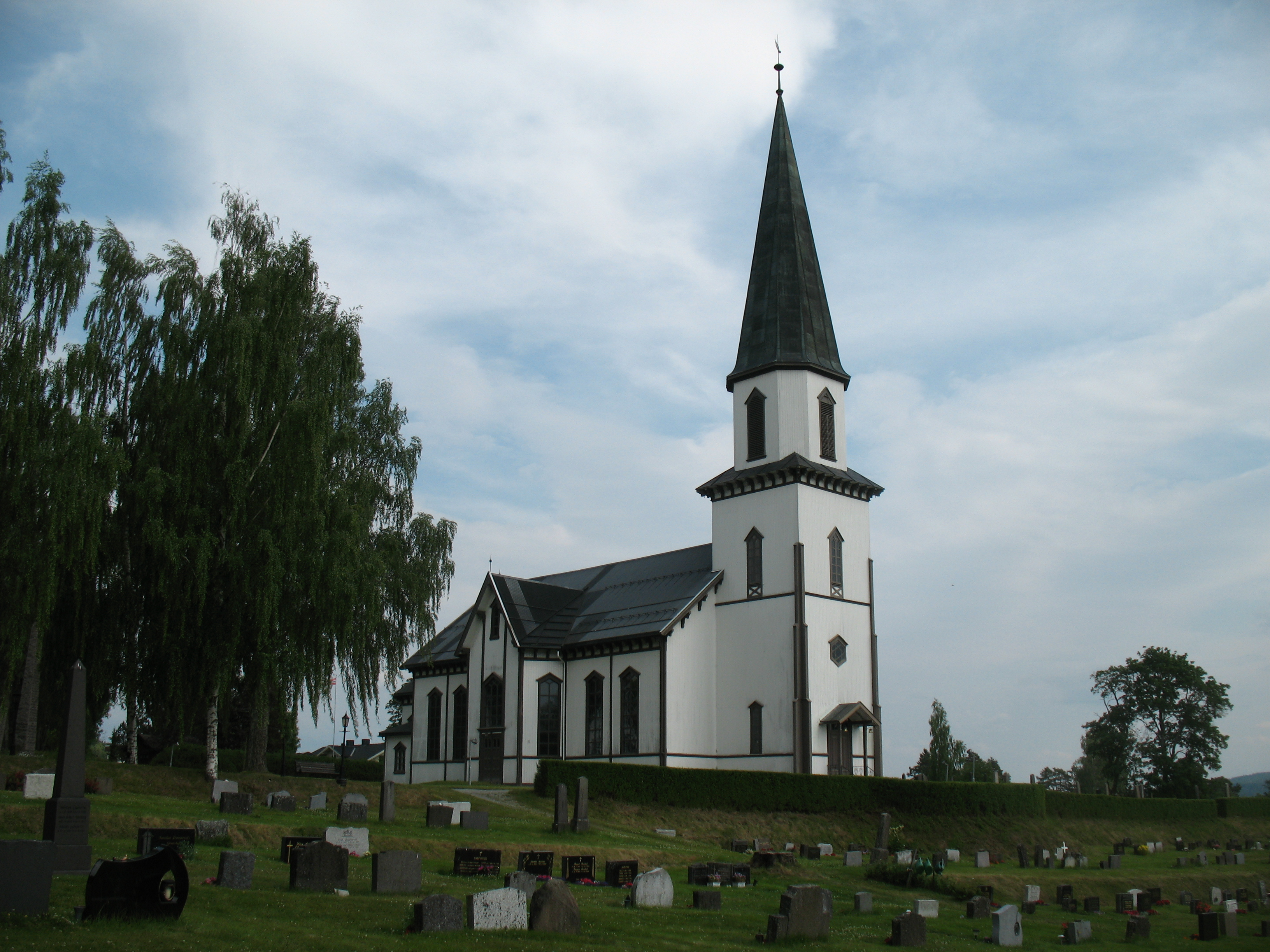
Sands kyrka.